# Episodi di Dota: Dragon's Blood (seconda stagione)
La seconda stagione della serie animata Dota: Dragon's Blood, nota anche come Libro 2 (Book Two), composta da 8 episodi, è stata interamente pubblicata sul servizio di streaming on demand Netflix il 18 gennaio 2022.
| nº (assoluto) | nº (stagione) | Titolo originale           | Titolo italiano           | Pubblicazione   |
| ------------- | ------------- | -------------------------- | ------------------------- | --------------- |
| 9             | 1             | Nothing with Nothing       | Nulla con nulla           | 18 gennaio 2022 |
| 10            | 2             | My Sword, My Life          | La mia spada, la mia vita | 18 gennaio 2022 |
| 11            | 3             | The Lady of Situations     | La dama delle situazioni  | 18 gennaio 2022 |
| 12            | 4             | Desolate and Empty the Sea | Desolato e vuoto il mare  | 18 gennaio 2022 |
| 13            | 5             | The Burial of the Dead     | La sepoltura dei morti    | 18 gennaio 2022 |
| 14            | 6             | The Hyacinth Girl          | La ragazza dei giacinti   | 18 gennaio 2022 |
| 15            | 7             | The Violet Hour            | L'ora violetta            | 18 gennaio 2022 |
| 16            | 8             | Unreal City                | Città irreale             | 18 gennaio 2022 |

## Nulla con nulla
- Titolo originale: Nothing with Nothing
- Diretto da: Park So Young
- Scritto da: Ashley Edward Miller

### Trama
Privata della sua malvagia divinità, Selemene avverte l'Invocatore che sta commettendo un errore stringendo un patto con il demone. L'Invocatore respinge la sua richiesta di restituirle il potere. Nel frattempo, la principessa Mirana e Marci accompagnano Luna e i membri sopravvissuti dell'Ordine, che iniziano a perdere fiducia in Selemene per non averli aiutati dopo aver restituito i Loti. Kaden e la squadra riportarono Davion al Forte del Drago per fargli vedere il Padre, il capo dei Cavalieri Draghi, alla sua fortezza. Mentre riposavano, Ritterfau, veterano del Cavaliere Drago, litigò con Kaden sul riportare indietro un Cavaliere Drago come Slyrak. Nel frattempo, il Padre iniziò a fare esperimenti su Davion. Fymryn cerca di salvare Davion, che ha rifiutato il suo aiuto dopo aver scoperto che in precedenza aveva segretamente accettato di riportarlo all'Invocatore dopo aver restituito i Loti. In seguito, Fymryn scoprì il piano sperimentale del Padre di trasfondere il suo sangue per trasformarsi in un ibrido umano/drago e ottenere il potere di un drago. Dopo un esperimento fallito, il Padre morente permise a Terrorblade di impossessarsi del suo corpo. Dopo aver scoperto il segreto del Padre, Fymryn tentò nuovamente di chiedere a Davion di fuggire, mentre sciami di draghi, evocati da Terrorblade con l'anima di Uldorak, si avvicinavano a Dragon Hold.

## La mia spada, la mia vita
- Titolo originale: My Sword, My Life
- Diretto da: Han Cheong II
- Scritto da: Steven Melching

### Trama
Nonostante i migliori sforzi di Ritterfau e dei Cavalieri Draghi, lo sciame massacrò con successo i cavalieri e distrusse la fortezza, mentre Bram ereditò la spada di Ritterfau. Per impedire a Terrorblade di manipolare Davion, Bram, Kaden e Fymryn per permettergli di impossessarsi del loro corpo, Fymryn uccise il Padre nel corpo di Terrorblade. Rylai e Auroth arrivarono per salvare Davion, Bram, Kaden e Fymryn dallo sciame e li riportarono a casa sua. Mentre Mirana, Marci, Luna e le truppe stanche si rifugiano in un villaggio situato nelle Terre Alte, un territorio amico, vengono drogati e catturati da Vanari, un assassino assoldato per rapire la coraggiosa fanciulla portarla nell'Helio Imperium, capitale di un impero governato dalla famiglia reale di Mirana.

## La dama delle situazioni
- Titolo originale: The Lady of Situations
- Diretto da: Han Seung Woo
- Scritto da: Ashley Halloran

### Trama
Volendo realizzare il suo scopo di creazione portando caos, Vahdrak tradì e uccise i suoi compagni Eldwyrm Orrak, Indrak, Byssrak e Aethrak, consentendo all'Invocatore di raccogliere le loro anime, compresa quella di Vahdrak. Il gruppo di Davion si rifugiò nella caverna di Auroth e scoprì un misterioso minerale in suo possesso, che aveva trasformato Auroth molti anni prima, conferendole la capacità di conversare con gli umani e di trasformarsi in forma umana, ma le aveva tolto la capacità di comunicare con gli altri Eldwyrm. Davion usò il minerale per parlare con Slyrak, che gli ordinò di cercare l'Occhio del Worldwyrm presso l'Helio Imperium, così che Slyrak potesse raggiungere Foulfell per uccidere l'oscuro e malvagio demone Terrorblade. Giunta all'Helio Imperium, Mirana si riunì con l'imperatore Shabarra (perfido zio di Mirana che uccise l'imperatore Zal, il padre della principessa esiliata dei Boschi d'Argento Notturno, per usurpare il trono), il viceré Kashurra (consigliere dell'Imperatore) e Asar (un guerriero Ursa in servizio nel castello), mentre Luna fece amicizia con Nico Hieronimo in prigione. L'Imperatore Shabarra propose a Mirana di sposarlo per unire l'impero in frantumi e prepararlo alla crescente tensione con i Coriel'Tauvi.

## Desolato e vuoto il mare
- Titolo originale: Desolate and Empty the Sea
- Diretto da: Park So Young
- Scritto da: Mitch Iverson

### Trama
Fymryn lascia il gruppo per cercare di convincere il suo popolo a non scatenare una guerra, mentre Kaden parte per ricostruire la Fortezza del Drago. Rylai ordina a Davion di trovare sua sorella Lina all'Helio Imperium, così che possa aiutarlo a incontrare l'imperatore. Davion si dirige all'Helio Imperium con Bram e Auroth, che assume forma umana prima di entrare nella capitale. Mirana tenta di contrattare la creazione di un esercito per riconquistare i Boschi d'Argento Notturno come condizione di matrimonio, ma viene respinta dal membro del consiglio di guerra Legatus Tihomir, che finanzia le truppe. L'Invocatore cede l'anima di Terrorblade e di Lirrak, ma si rifiuta di consegnare le altre anime dei draghi, citando il suo rifiuto di supportare il malefico piano di Terrorblade. Il demone se ne va dopo aver lanciato una minaccia. Luna fugge dalla prigione con il suo nuovo alleato Nico e si imbatte nel gruppo di Davion prima di incontrare Mirana, ma alla fine la fanciulla viene colpita al cuore da una freccia magica scagliata da Vanari, un cacciatore di taglie. Luna e Nico seguono immediatamente lo spietato assassino.

## La sepoltura dei morti
- Titolo originale: The Burial of the Dead
- Diretto da: Han Seung Woo
- Scritto da: Ashley Halloran, Mitch Iverson

### Trama
Dopo aver appreso di più su Filomena, Selemena, piena di rimorso, si scusa con l'Invocatore, che è turbato dalla terribile minaccia di Terrorblade. Davion, Lina e Auroth deducono che Mirana non è né morta né viva. Davion incontra personalmente l'imperatore Shabarra per cercare l'Occhio, ma viene respinto. Davion si trasforma in Slyvion e uccide subito il perfido zio di Mirana. Luna e Nico rintracciano Varani e scoprono chi l'ha assunta: Lina. Lina mette k.o. Luna e fugge dalla scena, mentre Marci arriva in aiuto di Luna. In una serie di flashback, Mirana, una bambina così dolce, carina, vivace, gentile e ben educata che fa amicizia con Marci, resa muta dagli antipatici bulli. Kashurra punì i bulli e promosse Marci ad ancella di Mirana. In seguito, i ribelli apparvero in città, causando la morte dei genitori di Mirana, mentre Asar aiutò la giovanissima principessa e Marci a fuggire nei Boschi d'Argento Notturno.

## La ragazza dei giacinti
- Titolo originale: The Hyacinth Girl
- Diretto da: Park So Young
- Scritto da: Amy Chu

### Trama
Marci, Sagan e i soldati sopravvissuti dell'Ordine della Luna Oscura, fuggiti dal carro di rapimento di Vanari grazie a Sagan, si riuniscono a Luna. Lina affronta Slyvion, che sente un legame con Lina, dichiarando che quest'ultima è una figlia del fuoco e quindi parte di lui. Luna lo riconsegna a Davion per fermare la sua furia contro la Guardia Pretoriana. Il Cavaliere Drago promette il suo sostegno a Lina per diventare reggente. Dopo la morte dell'imperatore Shabarra, il sole del mattino splende su Mirana, riportandola in vita. Mirana torna al Senato, sorprendendo tutti, incluso Davion, per dichiarare il suo desiderio di prendere il potere da Shabarra. Il suo tentativo di appello fallisce quando il Senato sceglie di eleggere Lina come reggente, con il sostegno di Tihomir. Turbata dal sostegno di Davion alla richiesta di reggenza di Lina e dall'uccisione di Shabarra, Mirana incolpa Davion e lo lascia per tornare nella sua camera da letto con Azar. Di notte, Marci, Luna, Nico e l'Ordine della Luna Nera fanno visita a Mirana e si riuniscono, prima di rivelarle che è stata Lina ad assoldare l'assassino.

## L'ora violetta
- Titolo originale: The Violet Hour
- Diretto da: Han Seung Woo
- Scritto da: Steven Melching

### Trama
Scoperto il segreto, Mirana incarica Luna e gli Ordini di tornare ai Boschi d'Argento Notturno e di aspettarla, mentre lei torna al castello con Bram, Auroth e Asar. Con l'aiuto di Lina, Davion riesce finalmente ad accedere all'Occhio ma, non vedendo nulla, crede che sia un falso. Fymryn è tentata da Terrorblade, mentre l'Invocatrice le rivela di essere la reincarnazione di Mene e le chiede di prendere la scintilla divina di Selemene, ora impotente e prigioniera nella sua torre, per fermare i Coriel'Tauvi, impazziti per vendetta. Lina confessa a un Davion sconsolato di aver assoldato l'assassino che ha cercato di uccidere Mirana, pensando che così facendo avrebbe smascherato Shabarra come un impostore e che il Senato lo avrebbe costretto ad abdicare. Sentendosi tradito, Davion si riconcilia con Mirana. Fymryn affronta Selemene e, invece di ucciderla, la porta a visitare la tomba di Filomena: Selemene riacquista i suoi poteri e fugge dalla torre. Davion e Mirana interrogano il vecchio capitano Asar sulla notte in cui l'imperatore fu ucciso e sospettano che Kashurra abbia scambiato il vero Occhio con quello contraffatto. Nel frattempo, il viceré Kashurra uccide Lina per aver tentato di uccidere Mirana. Davion, Mirana, Bram e Auroth vanno alla ricerca del vero Occhio, ma vengono fermati dal viceré Kashurra, che si rivela essere un drago del vuoto.

## Città irreale
- Titolo originale: Unreal City
- Diretto da: Park So Young
- Scritto da: Ashley Edward Miller

### Trama
Fuggita dal castello dell'Invocatrice, Selemene raggiunge Luna e l'Ordine della Luna Oscura, ma questi la respingono in favore di Mirana, costringendo l'infida dea a riprendersi il suo potere e ad attaccare Coriel'Tauvi. Il viceré Kashurra, ora completamente trasformato in un Drago del Vuoto, uccide Auroth mentre quest'ultima blocca Kashurra e permette a Mirana di fuggire. Nel frattempo, in sogno, Slyrak rivela a Davion che l'Occhio che sta cercando si trova dentro la stessa Mirana e che lei dovrà risvegliarlo nella sala del trono. Davion e Slyrak uniscono le forze contro Kashurra mentre Bram teletrasporta Kaden sul campo di battaglia con la pergamena del portale. Tihomir, che tenta di impedire a Mirana di accedere alla sala del trono, viene ucciso da Asar. Kashurra rivela a Mirana di essere un drago trasformato dallo strano minerale (proprio come Auroth) e di essere attratto da Mirana perché è l'Occhio del Drago del Mondo. Uccide Mirana e Marci finalmente apre l'Occhio e uccide Kashurra. Slyrak libera Davion, e la giovane principessa Mirana viene proclamata una pacifica imperatrice. Fymryn ritorna al castello di Selemena, ora nuovamente sotto il suo dominio dopo che quest'ultima ha decimato i Coriel'Tauvi.